# Izabela Marcisz
Izabela Marcisz (Krosno, 18 maggio 2000) è una fondista polacca.

## Biografia
Attiva dal gennaio del 2016 e sorella di Ewelina, a sua volta fondista, la Marcisz ha esordito in Coppa del Mondo il 15 dicembre 2018 a Davos in una sprint (65ª) e ai Campionati mondiali a Seefeld in Tirol 2019, dove si è classificata 35ª nella 10 km, 56ª nella sprint, 27ª nello skiathlon e 13ª nella staffetta; ai Mondiali juniores di Oberwiesenthal 2020 ha vinto la medaglia d'argento nella 15 km e nella sprint e quella di bronzo nella 5 km, mentre ai Mondiali di Oberstdorf 2021 si è piazzata 56ª nella 10 km, 42ª nella sprint, 40ª nello skiathlon e 15ª nella sprint a squadre. Ai XXIV Giochi olimpici invernali di Pechino 2022, sua prima presenza olimpica, è stata 29ª nella 10 km, 21ª nella 30 km, 39ª nella sprint, 16ª nello skiathlon, 9ª nella sprint a squadre e 14ª nella staffetta; ai Mondiali di Planica 2023 si è classificata 29ª nella 10 km, 33ª nella 30 km, 30ª nella sprint e 9ª nella sprint a squadre e a quelli di Trondheim 2025 si è piazzata 39ª nella 10 km, 49ª nella sprint, 42ª nello skiathlon e 11º nella sprint a squadre.

## Palmarès

### Mondiali juniores
- 3 medaglie:
  - 2 argenti (15 km, sprint a Oberwiesenthal 2020)
  - 1 bronzo (5 km a Oberwiesenthal 2020)

### Coppa del Mondo
- Miglior piazzamento in classifica generale: 60ª nel 2021